# 柏木天満宮
柏木天満宮 （かしわぎてんまんぐう）は、奈良県奈良市柏木町にある神社。単に天満神社とも。

## 祭神
- 菅原道真

## 境内

### 本殿
春日大社末社、祓戸神社旧本殿の移しとの説がある。

### 相殿
- 春日神社 - 右、天児屋根命を祀る[3]。
- 恵比須神社 - 左、事代主命を祀る[3]。

### 境内社
- 祓戸神社 - 瀬織津比売命を祀る[4]。

### 拝殿
割拝殿形式。本殿との間には1942年(昭和17年)上棟の祝詞舎がある。